# Dennis Young
Pour les articles homonymes, voir Dennis Young (homme politique) et Young.

a Compétitions nationales et continentales officielles uniquement.

b Matchs officiels uniquement.
Dernière mise à jour le 31 mai 2011.
Dennis Young, né le 1er avril 1930 à Christchurch et mort dans la même ville le 21 juin 2020, est un joueur néo-zélandais de rugby à XV qui a joué 22 fois avec les All-Blacks de 1956 à 1964 évoluant au poste de talonneur. Il joue toute sa carrière avec la province de Canterbury.

## Biographie
Dennis Young débute avec l’équipe fanion de Canterbury en 1950. Pendant sa carrière il dispute 139 matchs avec Canterbury, remportant deux fois le Ranfurly Shield en 1950 et 1957.
Il dispute son premier test match avec les All Blacks en 1956 contre les Springboks. Par la suite il est souvent le remplaçant de Ron Hemi, disputant cependant les tests contre les Wallabies en 1958 car Ron Hemi est indisponible. Young redevient titulaire avec les Blacks en 1960 à l’occasion d’une tournée en Afrique du Sud. Il dispute les quatre tests et reste titulaire pendant plusieurs saisons. John Creighton, son coéquipier de Canterbury, lui est préféré pour jouer contre les Wallabies en 1962. Dennis Young est retenu cependant pour les tournées de 1962 et 1963/1964. Il cumule 22 sélections comme talonneur des All Blacks, un record à cette époque.

## Statistiques en équipe nationale
- Nombre de tests avec les Blacks : 22
- Nombre total de matchs avec les Blacks : 61
- Test matches par saison : 1 en 1956, 3 en 1958, 4 en 1960, 3 en 1961, 4 en 1962, 4 en 1963, 3 en 1964.